# تادرارت الحمراء
تادرارت الحمراء أو تادرارت الجزائر أو الكوكب الأحمر أو كوكب المريخ هي منطقة جغرافية تتخللها سلسلة جبال تقع بمدينة جانت ولاية جانت في الجنوب الشرقي للجزائر بالصحراء الكبرى.

## الآثار والرسوم
تعتبر المنطقة غنية بالرسوم التاريخية القديمة توثق التطور التاريخي للمنطقة.

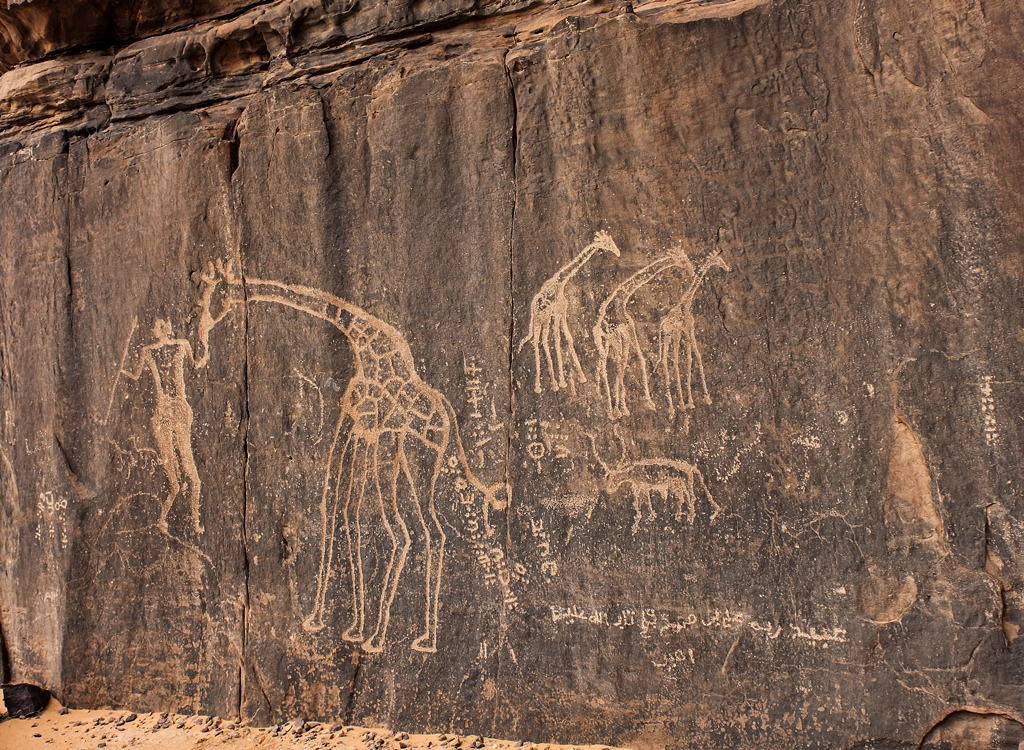
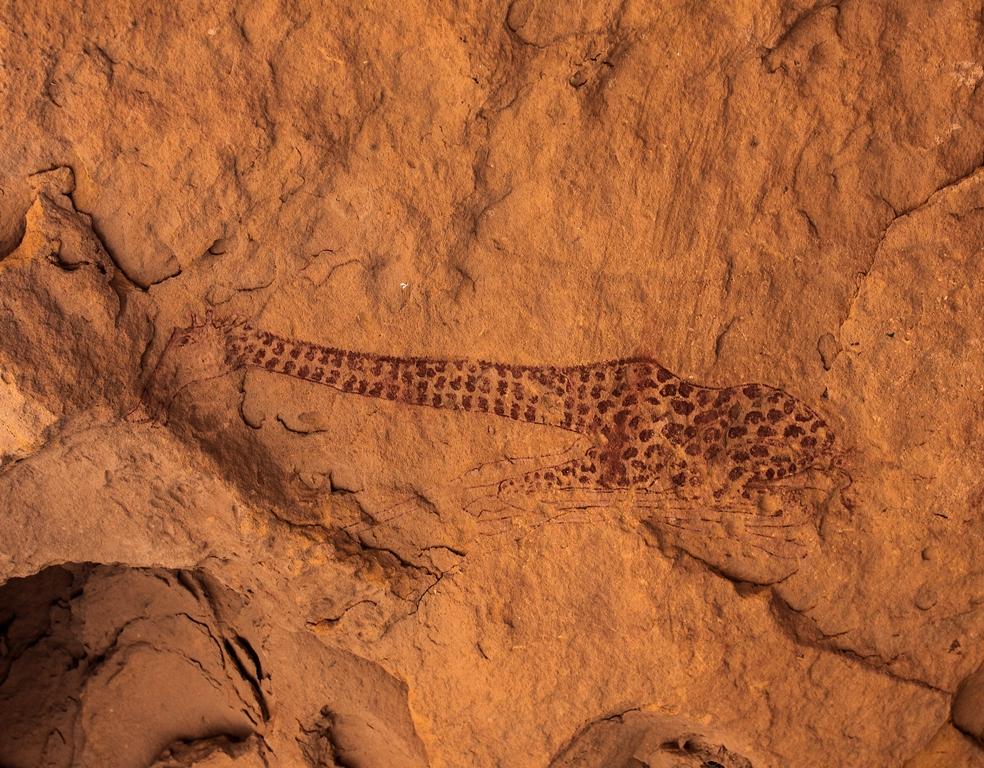
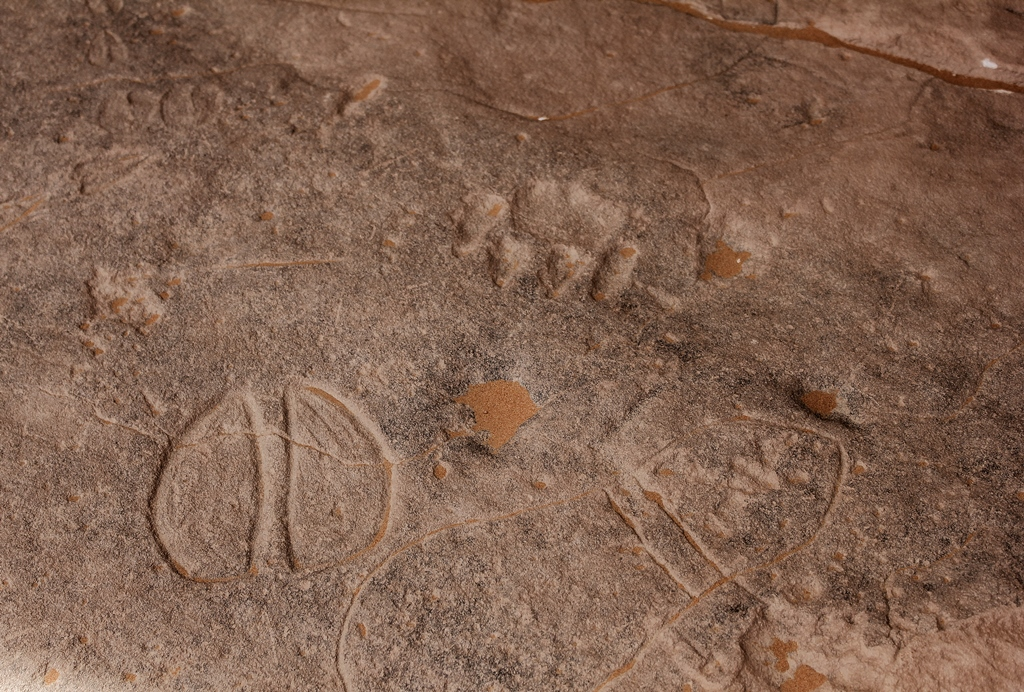
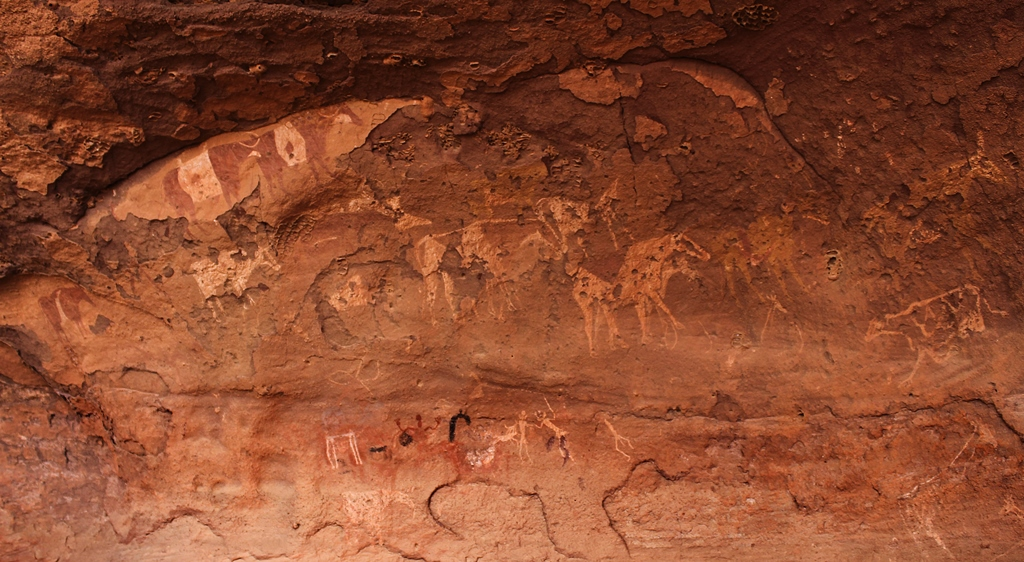
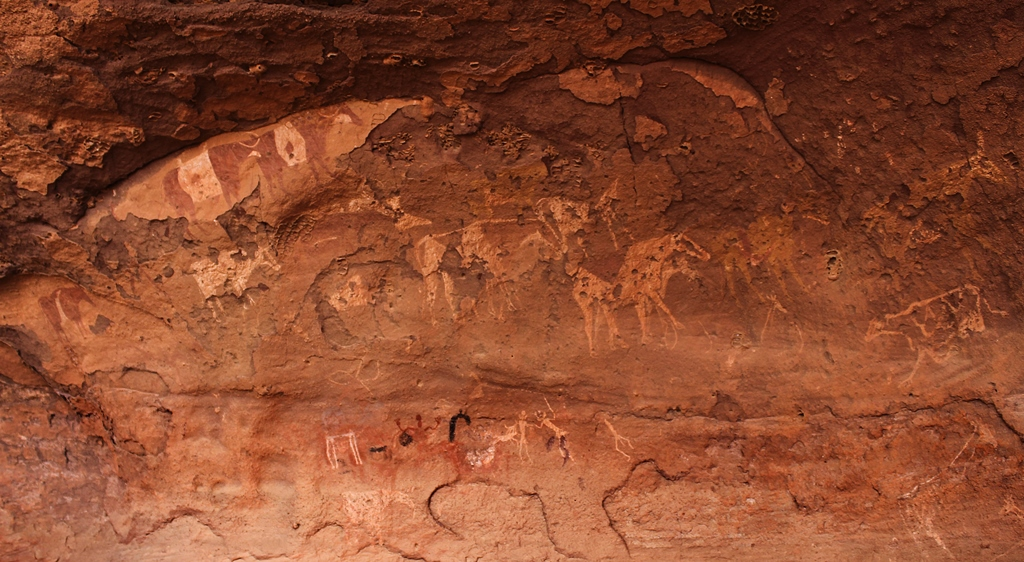
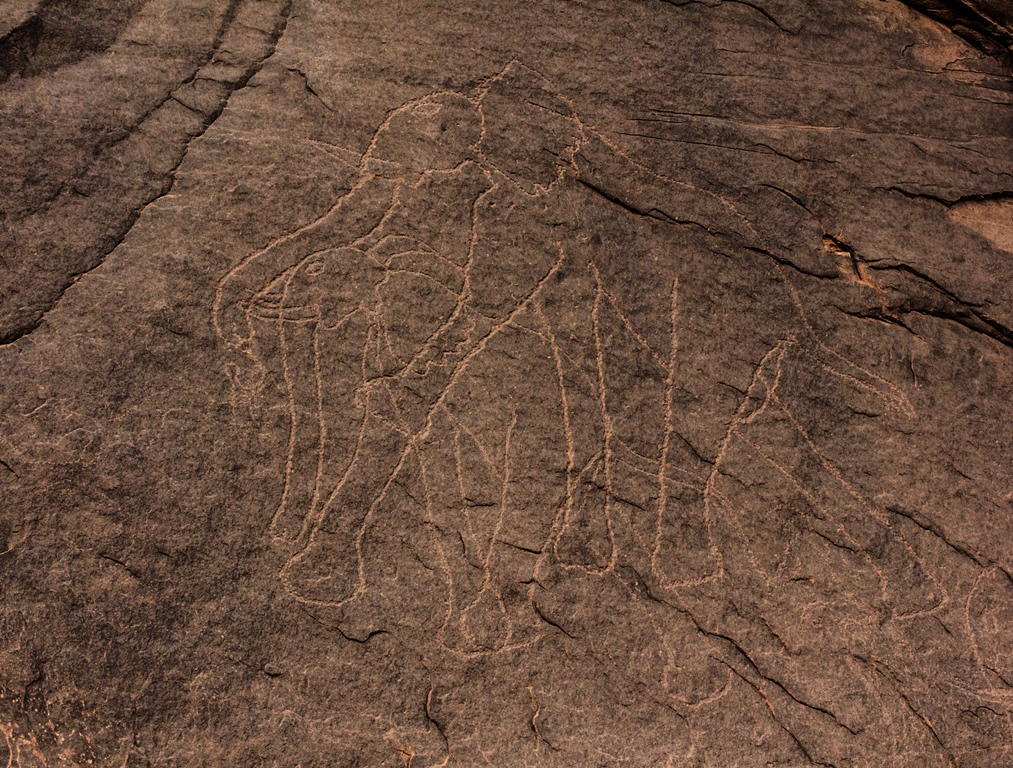

## معرض الصور

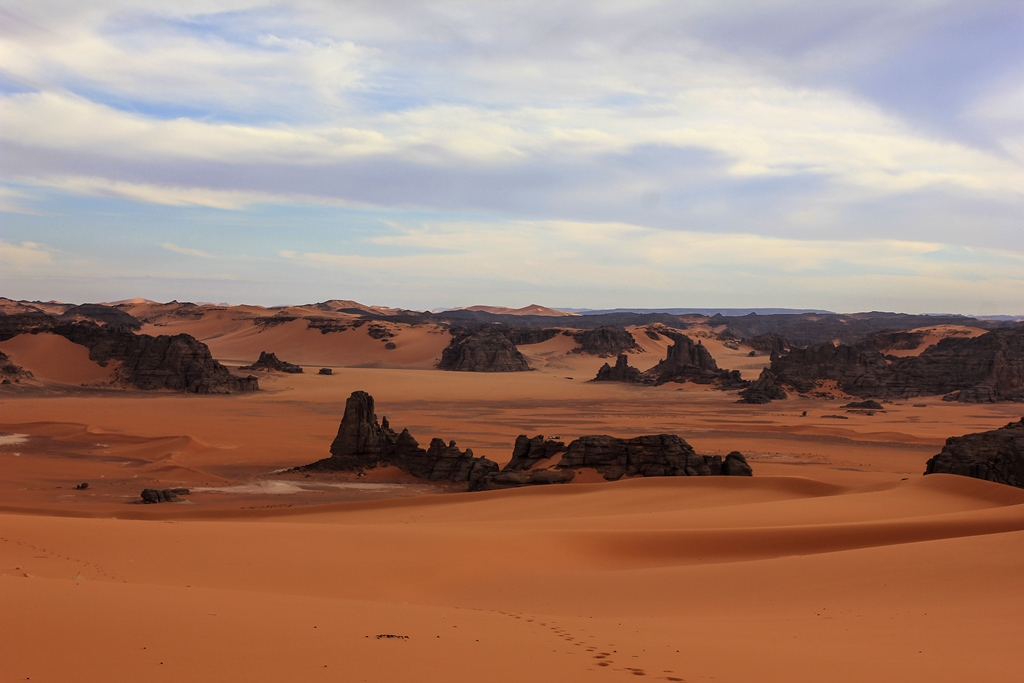
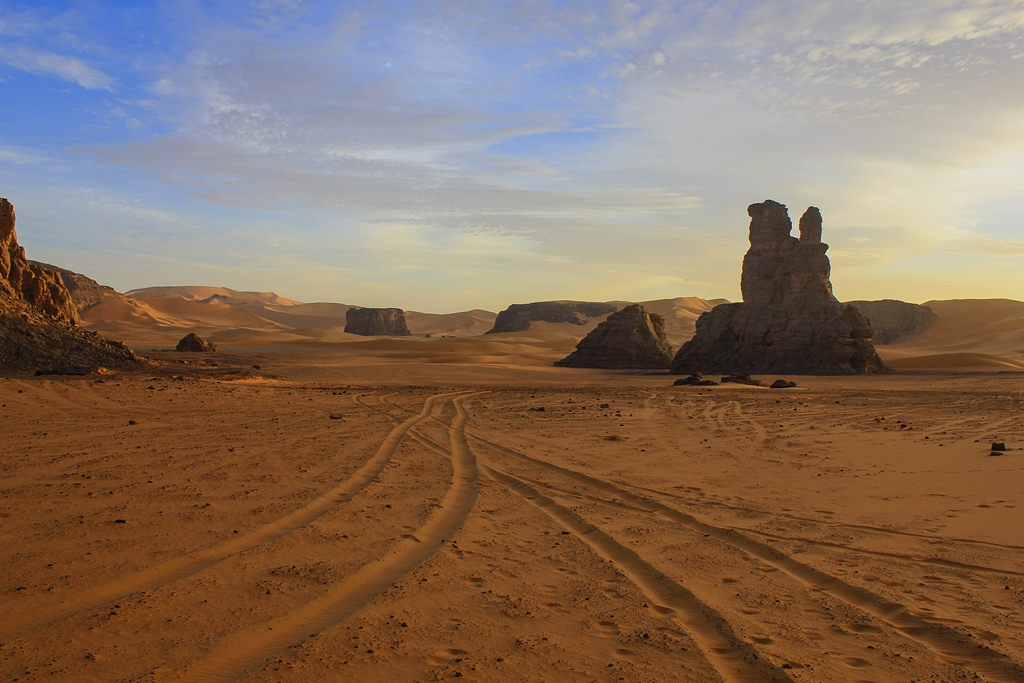
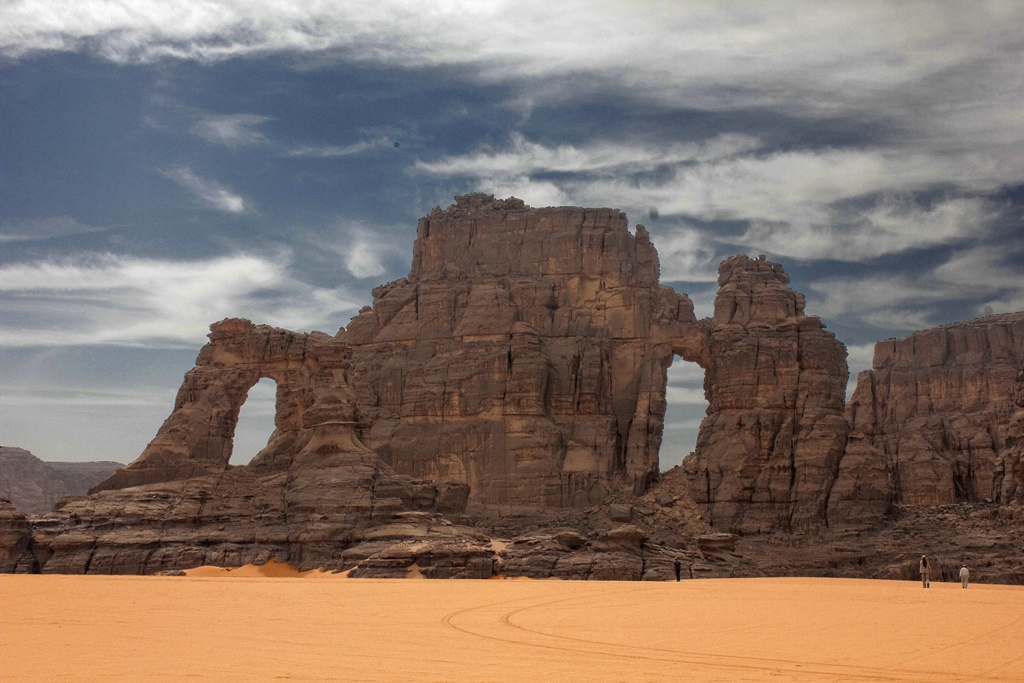